# Geneva Open 2015
Geneva Open 2015, byl tenisový turnaj pořádaný jako součást mužského okruhu ATP World Tour, který se hrál v areálu Tennis Club de Genève na otevřených antukových dvorcích. Konal se mezi 17. až 23. květnem 2015 ve švýcarské Ženevě jako 13. ročník obnoveného turnaje.
Jednalo se o premiérový ročník obnovené události na okruhu ATP Tour, když v letech 1992–2014 turnaj probíhal jako challenger.
Turnaj s rozpočtem 439 405 eur patřil do kategorie ATP World Tour 250. Nejvýše nasazeným hráčem ve dvouhře se stal devátý tenista světa Stan Wawrinka ze Švýcarska, který vypadl ve čtvrtfinále s Federicem Delbonisem. Vítězem se stal Brazilec Thomaz Bellucci. Soutěž čtyřhry ovládl kolumbijský pár Juan Sebastián Cabal a Robert Farah.

## Rozdělení bodů a finančních odměn

### Rozdělení bodů
| Soutěž       | vítězové | finalisté | semifinalisté | čtvrtfinalisté | 16 v kole | 32 v kole | Q  | Q3 | Q2 | Q1 |
| ------------ | -------- | --------- | ------------- | -------------- | --------- | --------- | -- | -- | -- | -- |
| dvouhra mužů | 250      | 150       | 90            | 45             | 20        | 0         | 12 | 6  | 0  | 0  |
| čtyřhra mužů | 250      | 150       | 90            | 45             | 0         |           |    |    |    |    |

### Finanční odměny
| Soutěž                              | vítězové | finalisté | semifinalisté | čtvrtfinalisté | 16 v kole | 32 v kole | Q3   | Q2   | Q1 |
| dvouhra                             | €80 000  | €42 100   | €22 800       | €12 990        | €7 655    | €4 535    | €730 | €350 | —  |
| čtyřhra                             | €24 280  | €12 760   | €6 920        | €3 960         | €2 320    | —         | —    | —    | —  |
| částka ve čtyřhře je uvedena na pár |          |           |               |                |           |           |      |      |    |

## Mužská dvouhra

### Nasazení
| Stát                           | Hráč                  | ATP | Nasazení |
| ------------------------------ | --------------------- | --- | -------- |
| Švýcarsko                      | Stan Wawrinka         | 9.  | 1.       |
| Chorvatsko                     | Marin Čilić           | 10. | 2.       |
| Španělsko                      | Pablo Andújar         | 43. | 3.       |
| Německo                        | Benjamin Becker       | 44. | 4.       |
| Rakousko                       | Andreas Haider-Maurer | 47. | 5.       |
| Portugalsko                    | João Sousa            | 51  | 6        |
| Kypr                           | Marcos Baghdatis      | 60. | 7.       |
| Rusko                          | Michail Južnyj        | 61. | 8.       |
| Žebříček ATP k 11. květnu 2015 |                       |     |          |

### Jiné formy účasti
Následující hráči obdrželi divokou kartu do hlavní soutěže:
- Marin Čilić
- Andrej Rubljov
- Janko Tipsarević

Následující hráči postoupili z kvalifikace:
- Damir Džumhur
- Andrej Kuzněcov
- Adrian Mannarino
- Lukáš Rosol

### Odhlášení
před zahájením turnaje
- Steve Darcis → nahradil jej Jan-Lennard Struff
- Marcel Granollers → nahradil jej Ričardas Berankis
- Vasek Pospisil → nahradil jej Thomaz Bellucci
- Radek Štěpánek → nahradil jej Teimuraz Gabašvili

## Mužská čtyřhra

### Nasazení
| Stát                                                                                     | Hráč                 | Stát     | Hráč          | ATP | Nasazení |
| ---------------------------------------------------------------------------------------- | -------------------- | -------- | ------------- | --- | -------- |
| Švédsko                                                                                  | Robert Lindstedt     | Rakousko | Jürgen Melzer | 65. | 1.       |
| Kolumbie                                                                                 | Juan Sebastián Cabal | Kolumbie | Robert Farah  | 73. | 2.       |
| Německo                                                                                  | Andre Begemann       | Rakousko | Julian Knowle | 78. | 3.       |
| Filipíny                                                                                 | Treat Conrad Huey    | USA      | Scott Lipsky  | 83. | 4.       |
| Žebříček ATP k 11. květnu 2015; číslo je součtem žebříčkového postavení obou členů páru. |                      |          |               |     |          |

### Jiné formy účasti
Následující páry obdržely divokou kartu do hlavní soutěže:
- Henri Laaksonen /  Luca Margaroli
- Janko Tipsarević /  Michail Južnyj

Následující pár nastoupil z pozice náhradníka:
- Carlos Berlocq /  João Souza

### Odhlášení
před zahájením turnaje
- Janko Tipsarević

## Přehled finále

### Mužská dvouhra
- Thomaz Bellucci vs.  João Sousa, 7–6(7–4), 6–4

### Mužská čtyřhra
- Juan Sebastián Cabal /  Robert Farah vs.  Raven Klaasen /  Lu Jan-sun, 7–5, 4–6, [10–7]